# Falcatifolium taxoides
Falcatifolium taxoides là một loài thực vật hạt trần trong họ Thông tre. Loài này được (Brongn. & Gris) de Laub. miêu tả khoa học đầu tiên năm 1969.